# Un lapin
 (août 2019).
Si vous disposez d'ouvrages ou d'articles de référence ou si vous connaissez des sites web de qualité traitant du thème abordé ici, merci de compléter l'article en donnant les références utiles à sa vérifiabilité et en les liant à la section « Notes et références ».
Pistes de Voulez-vous danser grand-mère ?
Voulez - vous danser grand - mère Quatre petits soldats
Un lapin est le nom d'une célèbre chanson enfantine française de Chantal Goya, écrite par Roger Dumas sur une musique de Jean-Jacques Debout en 1977, mettant en scène l'ironie d'un tableau de chasse inhabituel : l'histoire d'un chasseur tué par un lapin. Elle figure également dans les comédies musicales Le Soulier qui vole (versions 1980, 1995, et 2019), La Planète merveilleuse (version 2014), L'Étrange Histoire du château hanté,
Happy Birthday Marie-Rose,  Le Grenier aux trésors, 
Il était une fois... Marie-Rose et Les Aventures fantastiques de Marie-Rose.

## Refrain
Le refrain de la chanson est :
« Ce matin / un lapin / a tué un chasseur / C'était un lapin / qui / avait un fusil ».

## Conditions de rédaction de la chanson
L'histoire de la chanson serait basée sur un fait réel. À cette époque, Chantal Goya et Jean-Jacques Debout et leurs enfants vivaient à la campagne, dans la forêt de Houdan. Un dimanche après-midi de septembre 1977, Chantal aurait vu arriver chez elle un groupe de chasseurs très en colère. Ils lui auraient expliqué qu'ils venaient de Paris pour chasser dans la région et qu'ils ont surpris des enfants en train de crever leurs pneus de voitures. Chantal se serait aperçu que ses enfants faisaient partie de ce groupe.   
Voyant arriver Chantal avec le chasseur, le fils de Chantal Goya se serait écrié devant lui : « On en a marre de vous voir tuer les lapins. Si les lapins existaient ils vous tueraient avec leurs mousquetons. D'ailleurs ma mère va faire une chanson pour que vous cessiez votre activité. » Ce jour-là, Jean-Jacques Debout était au piano avec l'auteur Roger Dumas, et après avoir eu connaissance de l'anecdote, ils auraient créé la chanson devant les chasseurs. Les enfants auraient créé la gestuelle qui sera reprise par Chantal Goya à la télévision. Jean-Jacques Debout et Roger Dumas auraient terminé la chanson dans la nuit, et Chantal l'aurait enregistrée pour une émission No 1 des Carpentiers consacrée à Gérard Lenorman. 
Le 45 tours sort chez RCA dans la foulée et se vend à plus de 400 000 exemplaires en France.

## Postérité
Cette chanson continue à obtenir un succès pour un public de quadragénaires nostalgiques comme ce fut le cas pour Casimir le monstre orange, ou encore la chanson du générique du Capitaine Flam.
Philippe Katerine reprend la chanson en 2011 sur l'album de Katerine, Francis et ses Peintres 52 reprises dans l'espace, de manière humoristique, en parlant sur les couplets, façon slam et ne chantant que la mélodie des refrains.
La mélodie du refrain est reprise à la guitare dans la chanson parodique Pâques in Black, du groupe AC/DÇU accompagné par Pascal Vincent.